# Metaphycus babajani
Metaphycus babajani är en stekelart som beskrevs av Sugonjaev 1976. Metaphycus babajani ingår i släktet Metaphycus och familjen sköldlussteklar.
Artens utbredningsområde är:
- Armenien.
- Uzbekistan.

Inga underarter finns listade i Catalogue of Life.